# الطوارف (الضليعة)
'

تعديل مصدري - تعديل

الطوارف هي إحدى قرى عزلة الضليعة بمديرية الضليعة التابعة لمحافظة حضرموت، بلغ تعداد سكانها 25 نسمة حسب تعداد اليمن لعام 2004.